# Alwig von Sulz (1586–1632)
Alwig von Sulz auch Alwig XII. oder Alwig III. (der Klettgauer-Linie), nach neuerer Forschung Alwig X. (* 13. Dezember 1586 in Speyer; † 9. März 1632 in Bamberg) war regierender Landgraf im Klettgau von 1616 bis 1628.

## Leben
Alwig trat 1616 nach dem Tod seines Vaters, Karl Ludwig zu Sulz, die Regierung in der Landgrafschaft Klettgau an. 1619 wurde unter ihm das Schloss Tiengen wieder hergestellt. 1628 trat er zugunsten seines Bruders Karl Ludwig Ernst von Sulz zurück, um sich ganz seiner militärischen Laufbahn zu widmen. Er diente unter Tilly, dem Feldherrn der katholischen Liga und kämpfte unter anderem auch im Veltlin.
Alwig wurde 1632 bei einem Reitergefecht in der Nähe von Bamberg getötet. Tilly ließ seine Leiche nach Jestetten in der Landgrafschaft Klettgau bringen, wo er am 29. März 1632 vor dem von ihm gestifteten Hochaltar in der alten Pfarrkirche (abgebrochen 1961) beerdigt wurde.
Neben dem Vermächtnis der Landgrafschaft Klettgau 1628 an seinen Bruder Karl Ludwig Ernst, erbte Alwigs Sohn Ulrich II. „1632 nach dem Tod des Vaters als einzigen Besitz die Herrschaft Wutental und das Schloss in Jestetten.“

## Herkunft, Ehe und Nachkommen
Alwig war der Sohn von Karl Ludwig zu Sulz aus dem Geschlecht der Grafen von Sulz und dessen erster Ehefrau Dorothea Katharina von Sayn (1562–1609). Er war in erster Ehe mit Katharina Ludmilla von Lobkowicz verheiratet und hatte mit ihr einen Sohn:
- Ulrich von Sulz (* 13. Juni 1619; † 9. November 1650 in Jestetten) ⚭ Katharina Amalie von Hohenems

In zweiter Ehe war er mit Veronika von Spaur, einer Tochter von Leo zu Spaur und Pflaum und der Gräfin Julia von Fedrici, Valcamonica und Valsabio, Frau zu Ossana verheiratet. Sie hatte die Geschwister:
- Christoph von Spaur ⚭ Elisabeth von Wolkenstein
- Anna Genofeva von Spaur
- von Spaur (*†)
- Petrus von Spaur ⚭ Barbara von Wolkenstein
- Dominik Vigilius von Spaur ⚭ Flavon Johanna Margarethe von Mörsperg

## Münzen
Die Grafen von Sulz ließen (unter anderen) in der Münzstätte Tiengen Münzen prägen, von Alwig XII. gibt es ein 15 Kreuzer (1/4 Taler) Stück mit seinem Porträt.